# كونكا كاسال
كونكا كاسال هي بلدية في مقاطعة إزرنية في منطقة مليزة بجنوب إيطاليا، وتقع على بعد حوالي 50 كيلومتر (31 ميل) غرب كمبباسةوحوالي 20 كيلومتر (12 ميل) جنوب غرب إزرنية.
تقع البلدية على حدود البلديات التالية: بوزيلي، San Vittore del Lazio، فينافرو، فيتكوسو.